# Crucible
Crucible – drugi album studyjny zespołu Halford. Zremasterowana i zremiksowana wersja została wydana w roku 2010.

## Lista utworów

### Oryginalne wydanie
1. „Park Manor” (instrumentalne) Rob Halford, Roy Z, John Baxter – 1:11
2. „Crucible” Halford, Roy Z – 4:26
3. „One Will” Halford, Patrick Lachman,Roy Z, Mike Chlasciak, Bobby Jarzombek, Baxter – 3:32
4. „Betrayal” Halford, Lachman, Ray Riendeau – 3:04
5. „Handing Out Bullets” Halford, Lachman, Jarzombek – 3:16
6. „Hearts of Darkness” Halford, Roy Z, Baxter – 3:48
7. „Crystal” Halford, Roy Z, Baxter – 4:37
8. „Slow Down” Halford, Roy Z, Marlette – 4:52
9. „Heretic” Halford, Chlasciak – 3:49
10. „Golgotha” Halford, Lachman, Chlasciak, Baxter – 4:20
11. „Wrath of God” Halford, Lachman, Chlasciak, Jarzombek – 3:11
12. „Weaving Sorrow” Halford, Lachman, Baxter – 3:28
13. „Sun” Halford, Roy Z, Baxter – 3:48
14. „Trail of Tears” Halford, Lachman, Roy Z, Chlasciak, Riendeau, Jarzombek, Baxter – 5:56

### Bonusowe utwóry w wersji Japońskiej
1. „Rock the World Forever” Halford, Lachman, Baxter – 3:07
2. „In the Morning” Halford – 2:25

### Bonusowe utwóry w wersji limitowanej
1. „She” Halford, Lachman, Chlasciak – 4:01
2. „Fugitive” Halford, Lachman, Roy Z – 4:01

### Reedycja
1. „Betrayal” Halford, Lachman, Ray Riendeau – 3:04
2. „One Will” Halford, Lachman, Roy Z, Chlasciak, Jarzombek, Baxter – 3:32
3. „Hearts of Darkness” Halford, Roy Z, Baxter – 3:48
4. „Golgotha” Halford, Lachman, Chlasciak, Baxter – 4:20
5. „Handing Out Bullets” Halford, Lachman, Jarzombek – 3:16
6. „Crystal” Halford, Roy Z, Baxter – 4:37
7. „Fugitive” Halford, Lachman, Roy Z – 4:01
8. „Wrath of God” Halford, Lachman, Chlasciak, Jarzombek – 3:11
9. „In the Morning” Halford – 2:25
10. „Rock the World Forever” Halford, Lachman, Baxter – 3:07
11. „Crucible” Halford, Roy Z – 4:26
12. „Heretic” Halford, Chlasciak – 3:49
13. „She” Halford, Lachman, Chlasciak – 4:01
14. „Weaving Sorrow” Halford, Lachman, Baxter – 3:28
15. „Sun” Halford, Roy Z, Baxter – 3:48
16. „Trail of Tears” Halford, Lachman, Roy Z, Chlasciak, Riendeau, Jarzombek, Baxter – 5:56

## Twórcy

### Wykonawcy
- Rob Halford – wokal
- Patrick Lachman – gitara
- Mike Chlasciak – gitara
- Ray Riendeau – gitara basowa
- Bobby Jarzombek – perkusja

### Dodatkowi Wykonawcy
- Roy Z – gitara

### Produkcja
- Producent – Roy Z, producentem utworu „In the Morning” był również Ritchie Podolor.
- Producent wykonawczy – John Baxter

### Reedycja
- Inżynier miksowania – Tue Madsen
- Inżynier masteringu – Tom Baker
- Zdjęcia – John Eder
- Pomysł i ilustracja okładki – Mark Sasso i t42design